# Neptis ombalata
Neptis ombalata är en fjärilsart som beskrevs av Napoleon Manuel Kheil 1884. Neptis ombalata ingår i släktet Neptis och familjen praktfjärilar. Inga underarter finns listade i Catalogue of Life.